# اقتصاد السوق الاجتماعي
اقتصاد السوق الاجتماعي (بالألمانية Soziale Marktwirtschaft) هو نظام اقتصادي رأسمالي يتبنى اقتصاد السوق لكنه يرفض الشكل الرأسمالي المطلق كما يرفض أيضا الاشتراكية الثورية حيث يجمع القبول بالملكية الخاصة لوسائل الإنتاج والشركات الخاصة مع ضوابط حكومية تحاول تحقيق منافسة عادلة، تقليل التضخم، خفض معدلات البطالة، وضع معايير لظروف العمل، وتوفير الخدمات الاجتماعية.
مبدئيا يحترم اقتصاد السوق الاجتماعي السوق الحر ويعارض الاقتصاد المنظم حكوميا وسيطرة الحكومة على وسائل الإنتاج كما يعارض الرأسمالية المطلقة التي لا تسمح للدولة التدخل في السوق والاقتصاد مطلقا.
اقتصاد السوق الاجتماعي هو النموذج الاقتصادي الذي أصبح الأكثر انتشارا في ألمانيا وكذلك في النمسا، حيث ارتبط به النجاح الاقتصادي الباهر في ألمانيا «المعجزة الاقتصادية الألمانية Wirtschaftswunder» بعد الحرب العالمية الثانية، وانتشر بعدها في كثير من الدول الاوربية حيث تبنته أحزاب الديمقراطية الاشتراكية وأحزاب اُخرى.
وقد يفهم من تعبير اقتصاد السوق الاجتماعي خطأ بأنه ينتمي إلى الاشتراكية ولهذا يستحسن فهمه على أنه اقتصاد سوق اجتماعي.

## اقتصاد السوق الاجتماعي

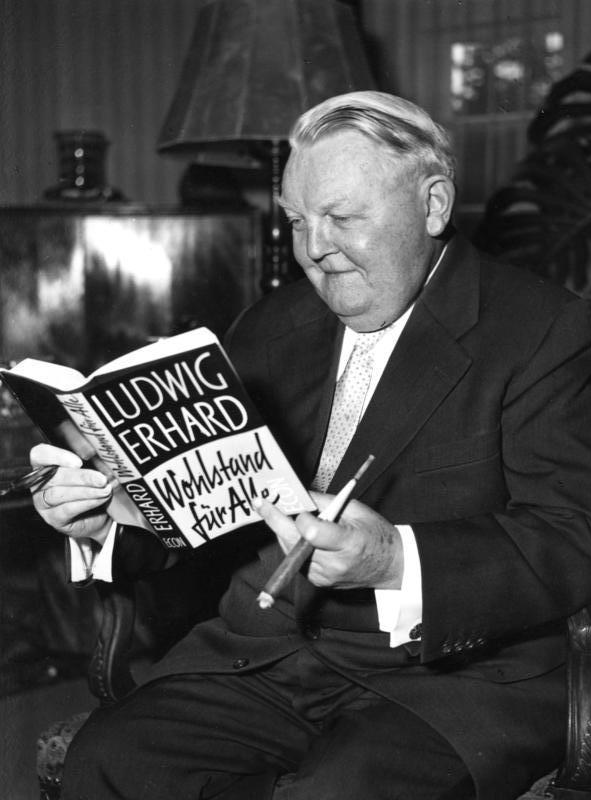
لودفيغ إيرهارت 1957 ممسكا كتابه "الرخاء للجميع".

هو نموذج اقترحه الألمانيان ألفريد أرماك ولودفيغ إيرهارت يجمع بين اقتصاد السوق الحر، مثل قدرة اقتصادة متطورة عالية الكفاءة وتوفير المنتجات، وفي نفس الوقت تلافي مساوئ طرق المنافسة الشرسة وعدم السماح بالانفراد بتصنيع المنتجات (منع الاحتكار) ومن استغلال العاملين وذلك عن طريق السماح بتكوين نقابات عمال قوية وعدم السماح لعمليات تجارية تسيئ إلى النظام الاجتماعي. فالغرض من اقتصاد السوق الاجتماعي هو تحقيق أكبر مستوى للرخاء مع تأمين المجتمع والعاملين. وفي ظل هذا النظام لاقتصاد السوق الاجتماعي لا تتصرف الحكومة سلبيا كما هو في اقتصاد السوق الحر، وإنما تتدخل الحكومة على هامش مجرى الاقتصاد الذي يكون إلى ابعد الحدود في القطاع الأهلي المدني، مثل تحفيز النشاط الاقتصادي، وضع سياسات تضمن منافسة أمينة سليمة، وسياسات اجتماعية تخص العاملين والمواطنين.
"
ويقر وزير الاقتصاد السابق في ألمانيا - وكان قد زار مصر في الستينيات من القرن الماضي بغرض تقديم اقتراحات إلى الحكومة المصرية أنذاك - يقر لودفيغ إيرهارت أن السوق من نفسه اجتماعي. ويوضح تلك الفكرة بتأكيده على أن الاقتصاد يكون أكثر اجتماعيا كلما زادت حريته.
أما ألفريد أرماك فهو يرى في اقتصاد السوق الاجتماعي أنه «يحاول الجمع بين مثالية العدالة، والحرية، والنمو الاقتصادي في أنظومة متوازنة معقولة» 
التطبيق:
منذ نهاية الحرب العالمية الثانية التي خرجت منها ألمانيا مدمرة تماما، اتبعت اقتصاد السوق الاجتماعي الذي وضعه لودفيج إيرهار، فأسس المجتمع المدني شركات تساهمية للإنتاج وإعادة البناء تعززها في ذلك المصارف والبنوك، نعرف منها اليوم شركات مثل مرسيدس بنز وفولكسفاجن وباير للأدوية والصناعات الكيميائية، وشركات مساهمة للحديد والصلب مثل كروب وسيمنز وغيرها... حتى إنتاج الكهرباء تقوم به شركات مساهمة أهلية تمتلك نحو 19 مفاعلا نوويا لإنتاج الكهرباء. ولكن كل هذا ليس إلا الجزء الصغير مما يظهر من جبل الثلج فمعظمه تحت الماء. إذ تعززها شركات أهلية تبدأ صغيرة ربما ب 5 أشخاص وتكبر وتنمو مع الأيام والسنين لتحوي بعد ذلك 200 عامل مثلا. تقوم تلك الشركات المتوسطة بإنتاج قطع تحتاجها المصانع الكبيرة فتشتريها منهم مرسيدس مثلا وتركبها في سياراتها من ضمنها الزجاج مثلا أو جلود الكراسي أو زيوت التشحيم أو الاطارات. وتقوم تلك الشركات المساهمة المتوسطة أيضا بإنتاج العديد من المنتجات التي يحتاجها الأفراد كالصابون، ومعلبات الغذاء، والزجاج، والأثاث، عربات نقل أسماك مثلجة، والخزف، السيراميك والكتب والأدوات اليدوية، ومزارع للدجاج والبيض، وبالطبع أيضا شركات الخدمات والتسويق وغيرها. وفي الشركات المتوسطة الأهلية يعمل أكثر العاملين فهو الضمان للعمالة ووجود فرص العمل في ألمانيا.
في الأزمات الاقتصادية حيث تسرح الشركات والمصانع بعضا من عامليها بغرض التوفير، فيكثر عدد العاطلين، وهنا تشجع الحكومة الأشخاص على إنشاء مشروعات صغيرة يرتزقون منها وتكون بمثابة شركة صغيرة يمكن أن تنجح في السوق فتكبر ويزداد عدد العاملين فيها. وتشجيع الحكومة يأتي في صورة قروض صغيرة أو متوسطة بفائدة قليلة بحيث تتيح للأفراد التشجع ودخول سوق المنافسة. سواء في تأسيس شركات لصيد الاٍسماك أو النقل، أو الزراعة، أو فتح محل تجاري، وكلها تحتاج المجهود الشخصي الدائب، فيتمكن الناجح منهم من اعالة أسرته وقد تنشأ يكبر المشروع ويستطيع تعيين آخرين من العاطلين. كما يأتي تشجيع الحكومة الألمانية أيضا في إقامة نودوات وحلقات اعلامية لتعريف جمهور المنتسبين المستفيدين بطرق إنشاء مشاريع تجارية اقتصادية وشروط دعمها ومعاملتها الضرائبية واحجام القروض وغيرها.

## مواضيع ذات صلة
- اقتصاد مختلط
- اقتصاد السوق
- مجتمع مدني
- اقتصاد مخطط لامركزياً
- ديمقراطية اشتراكية
- ليبرالية اجتماعية
- اشتراكية ليبرالية
- اشتراكية ديمقراطية
- اشتراكية السوق
- اقتصاد مخطط
- اقتصاد مخطط مركزياً